# 紫花玉山竹
紫花玉山竹（学名：Yushania violascens）为禾本科玉山竹属下的一个种。

## 扩展阅读
- 維基物種上的相關：紫花玉山竹